# The Propaganda Game
The Propaganda Game é um documentário espanhol de 2015 sobre a Coreia do Norte dirigido por Álvaro Longoria, descrito pelo The Hollywood Reporter como "efetivamente um diário em vídeo bem montado de sua curta visita ao país" e "inevitavelmente intrigante por causa de seu assunto". Foi permitido a Longoria filmar em alta-qualidade dentro do país e sua visita foi facilitada e monitorada por  Alejandro Cao de Benós, um simpatizante e apologista espanhol do governo norte-coreano que se tornou, ele próprio, assunto do documentário. O filme, que inclui entrevistas bem como imagens de arquivo e contemporâneas, tenta descrever a realidade social do país com atenção particular â manipulação da mídia pelo governo da Coreia do Norte, enquanto questiona as simplificação e caricaturas sobre a Coreia do Norte feita por observadores estrangeiros.
Longoria contou a revista Variety que deliberadamente evitou "o típico olhar secreto sobre a Coreia do Norte" e que ele usou na impressionante abertura do filme, "a estética de 'propaganda' e que "filmou a Coreia do Norte de uma maneira que não foi mostrada antes: tão bonito quanto possível", com atenção nos moradores de Pyongyang desfrutando das atividades recreativas em sua cidade. "A maioria das pessoas dizem que nunca viram a Coreia do Norte desta maneira, o que é surpreendente pois apenas filmamos o que nos foi mostrado", disse Longoria. O cineasta, que afirma que não é um expert em Coreia do Norte, "decidiu fazer da manipulação da informação a trama subjacente" de seu filme, e através de comentários moderados, deixar os telespectadores decidir por conta própria o que foi ou não ensaiado para sua visita.
O filme teve sua estreia mundial em setembro de 2015 no Festival Internacional de Cinema de San Sebastián, e foi indicado ao prêmio de Melhor Documentário no 30º Prémios Goya.